# San Salvador de Armental
Armental (llamada oficialmente San Salvador de Armental) es una parroquia y una aldea actualmente despoblada, del municipio español de La Peroja, en la provincia de Orense, Galicia.

## Organización territorial
La parroquia está formada por diez entidades de población, constando nueve de ellas en el nomenclátor del Instituto Nacional de Estadística español:

### Entidades de población
Entidades de población que forman parte de la parroquia:
- Ansariz
- Cerdeiras (As Cerdeiras)
- Couselo
- Cuartas (As Cuartas)
- Entrambosríos
- Fontelas
- Ladredo
- Pacios (Pazos)
- Regolevado

### Despoblado
Despoblado que forma parte de la parroquia:
- Armental

## Demografía

### Parroquia
| Gráfica de evolución demográfica de Armental entre 2000 y 2023 |
|                                                                |
| Datos según el nomenclátor publicado por el INE.               |